# Vương Nhất Bác
Vương Nhất Bác (tiếng Trung: 王一博; bính âm: Wáng Yībó, tiếng Hàn: 왕이보, sinh ngày 5 tháng 8 năm 1997) là một ca sĩ, diễn viên, người dẫn chương trình và tay đua motor chuyên nghiệp người Trung Quốc. Anh là thành viên của nhóm nhạc nam Hàn-Trung UNIQ.. Theo truyền thông Trung Quốc, anh hiện là một trong những ngôi sao có giá trị thương mại cao nhất tại Trung Quốc và cũng là một trong những lưu lượng hàng đầu được đánh giá cao, sở hữu nhiều tác phẩm phim ảnh nổi tiếng và âm nhạc ấn tượng.

## Tuổi thơ và giáo dục ban đầu
Vương Nhất Bác sinh ngày 5 tháng 8 năm 1997 tại Lạc Dương, Hà Nam, Trung Quốc. Anh bắt đầu học khiêu vũ khi còn nhỏ. Vào năm 2011, Vương Nhất Bác đã tham gia cuộc thi nhảy IBD, đạt được vị trí top 16 toàn quốc với thể loại hip-hop, sau đó anh trở thành thực tập sinh của Yuehua Entertainment. Trước khi ra mắt, Vương Nhất Bác được đào tạo tại YG Entertainment trong thời gian ngắn

## Sự nghiệp

### 2014: Ra mắt với UNIQ
Từ năm 13 tuổi (năm 2011), khi đang còn là học sinh trung học, Vương Nhất Bác đã đăng ký tham gia cuộc thi nhảy toàn quốc I'm the best dancer và lọt vào top 16 người của team Hiphop. Từ cuộc thi này đã được phát hiện và trở thành thực tập sinh của công ty Yuehua Entertainment.
Hai năm sau đó, được công ty đưa sang Hàn Quốc đào tạo và thực tập tại công ty YG Entertainment trong chương trình hợp tác đào tạo giữa YG và Yuehua.
Ngày 16 tháng 10 năm 2014, Vương Nhất Bác chính thức ra mắt trong nhóm nhạc nam Hàn Quốc-Trung Quốc UNIQ trên sân khấu M! Countdown với bài hát "Falling in Love" cùng với các thành viên Châu Nghệ Hiên, Lý Vấn Hàn, Kim Sungjoo và Cho Seung-youn, đảm nhiệm vai trò nhảy chính, rapper và là thành viên ít tuổi nhất trong nhóm

### 2016 - 2017: Phát triển cá nhân
Từ năm 2016, Vương Nhất Bác đã đẩy mạnh tham gia các hoạt động cá nhân trên nhiều lĩnh vực khác nhau như người dẫn chương trình, đóng phim và âm nhạc.
Tháng 1 năm 2016, tham gia chương trình nổi tiếng Ngày ngày tiến lên (Thiên thiên hướng thượng/Day day up/天天向上) với vai trò thành viên của "Thiên thiên tiểu huynh đệ". Ngày 29 tháng 4 năm 2016, trở thành MC chính thức của chương trình, thành viên của "Thiên thiên huynh đệ". Đây là bước phát triển quan trọng trong sự nghiệp giúp Vương Nhất Bác nổi tiếng và được công chúng biết đến. Cuối 2016, được bình chọn là một trong "Tứ tiểu thiên vương sinh sau năm 1995" tại Trung Quốc đại lục.
Năm 2016, tham gia diễn xuất lần đầu trong hai bộ phim điện ảnh Đối tác hoàn hảo và Im lặng! Yêu đi. Sau đó, tham gia phim Đại thoại Tây du 3 trong vai Hồng Hài Nhi. Cùng năm nhận vai thứ chính trong bộ phim Thanh đạm là mỹ vị nhân gian hợp tác với Trần Kiều Ân và Đồng Đại Vỹ.
Năm 2017, lần đầu tiên đảm nhận vai nam chính Đằng Tịnh trong bộ phim tiên hiệp hiện đại Học viện tư lập Thục Sơn. Cuối năm 2017, đóng vai nam chính trong bộ phim hài thanh xuân Năng lực siêu phàm (Super Talent).

### 2018 - nay: Danh tiếng tăng cao
Năm 2018, Vương Nhất Bác đảm nhiệm vai trò huấn luyện viên vũ đạo trong chương trình sống còn thực tế tuyển chọn nhóm nhạc nữ Sáng Tạo 101. Ngoài các ca khúc nhạc phim từng phát hành, trong năm này cũng ra mắt ca khúc solo Fire tại đêm hội giao thừa 2018-2019 của Đài truyền hình Hồ Nam.
Năm 2018, tham gia bộ phim truyền hình tiên hiệp Trần Tình Lệnh (The Untamed) dựa trên tiểu thuyết đam mỹ nổi tiếng Ma đạo tổ sư.. Cùng năm, nhận vai chính trong bộ phim tình cảm lãng mạn về đề tài esports Cùng em đi đến tận cùng thế giới (tên tiếng Anh Gank Your Heart), là bộ phim truyền hình dài tập  dựa trên tiểu thuyết Điện cạnh luyến nhân (电竞恋人) của tác giả Nam Dã Lâm Nhi.
Bên cạnh các hoạt động nghệ thuật, với đam mê của mình, năm 2019, Vương Nhất Bác đã gia nhập đội xe Vạn Lí Đạt Yamaha, kí hợp đồng với MLT Yamaha, trở thành tay đua motor chuyên nghiệp mang áo đua số 85.
Mùa hè năm 2019, Trần Tình Lệnh chính thức ra mắt công chúng, bằng vai diễn Lam Vong Cơ, Vương Nhất Bác trở thành một trong những ngôi sao trẻ được yêu thích nhất, liên tục đứng ở vị trí cao trong các bảng chỉ số hoạt động, chỉ số truyền thông.. Lần đầu tiên lọt Top 100 người nổi tiếng có ảnh hưởng nhất Trung Quốc do tạp chí Forbes công bố với vị trí số 71.
Tháng 9 năm 2019, Vương Nhất Bác đóng vai nam chính Tạ Doãn trong bộ phim Hữu Phỉ, chuyển thể từ tiểu thuyết nổi tiếng cùng tên của Priest, hợp tác với nữ diễn viên Triệu Lệ Dĩnh.
Năm 2020, Vương Nhất Bác tham gia bộ phim Băng Vũ Hỏa(冰雨火) và Phong khởi Lạc Dương (风起洛阳). Cùng năm, đảm nhận vai trò Đội trưởng trong chương trình truyền hình thực tế về vũ đạo Street Dance of China mùa 3 và đội của anh đã thắng.
Tháng 8 năm 2020, Vương Nhất Bác đứng vị trí số 9 trong danh sách 100 người nổi tiếng có ảnh hướng nhất Trung Quốc do tạp chí Forbes công bố.
Ngày 15 tháng 12 năm 2020, Hữu Phỉ được công chiếu lần đầu trên Kênh truyền hình Hồ Bắc, và sau đó được phát sóng độc quyền trên Tencent Video và WeTV vào ngày 16 tháng 12 cùng năm.
Ngày 27 tháng 5 năm 2021, Vương Nhất Bác trở thành Đại sứ quảng bá Vũ công hàng đầu của Hiệp hội Vũ công Trung Quốc.
Tháng 6 năm 2021, Vương Nhất Bác là một trong chín nhân vật xuất hiện trong phim tài liệu Tôi và thời đại của tôi mùa 2 (我的时代和我2).
Tháng 8 năm 2021, Vương Nhất Bác đứng vị trí số 2 trong danh sách những ngôi sao gốc Hoa nổi bật nhất năm 2021 do tạp chí Forbes công bố .
Tháng 9 năm 2021, Vương Nhất Bác được công bố trở thành Đội trưởng trong chương trình truyền hình thực tế về vũ đạo Street Dance of China mùa 4 và đội của anh cũng đã thắng.

## Danh sách đĩa

### Đĩa đơn
| Năm  | Tựa đề                     | Tựa đề tiếng Trung | Ghi chú                                                        |
| 2017 | Once Again                 | 二次初恋           | Nhạc phim Once Again Hợp tác với Quan Hiểu Đồng                |
| 2017 | Just Dance                 |                    | Bài hát chủ đề của Xuan Wu Festival lần thứ 4                  |
| 2018 | The Shadow of the Shark    |                    | Bài hát quảng bá phim điện ảnh The Meg Hợp tác với Trình Tiêu  |
| 2018 | Heart Affairs of the Youth | 少年心事           | Bài hát quảng bá phim hoạt hình Crystal Sky of Yesterday       |
| 2019 | No Sense                   | 无感               | Vô Cảm                                                         |
| 2019 | Fire                       |                    | [ 20 ]                                                         |
| 2019 | Lucky                      |                    | [ 21 ]                                                         |
| 2019 | The Coolest Adventure      | 最燃的冒险         | Nhạc phim Cùng em đi đến tận cùng thế giới                     |
| 2019 | Vô Ki                      | 无羁               | Nhạc phim Trần Tình Lệnh - bản song ca                         |
| 2019 | Vô Ki                      | 无羁               | Nhạc phim Trần Tình Lệnh - bản đơn ca                          |
| 2019 | Bất Vong                   | 不忘               | Nhạc phim Trần Tình Lệnh - ca khúc chủ đề nhân vật Lam Vong Cơ |
| 2020 | Dear Mom                   | 给妈咪             | Nhạc phim Lost In Russia                                       |
| 2020 | Hi Vi                      | 熹微               | Nhạc phim Hữu Phỉ                                              |
| 2021 | My rules                   | 我的世界守则       | Quy Tắc Thế Giới Của Tôi                                       |

## Danh sách phim

### Phim điện ảnh
| Năm  | Tên tiếng Việt             | Tên tiếng Anh                | Tên tiếng Trung | Vai diễn                          |
| 2016 | Đối tác hoàn hảo           | MBA Partners                 | 梦想合伙人      | Triệu Thư Vũ 赵书宇 (Zhao Shuyu)  |
| 2016 | Đại thoại Tây du 3         | A Chinese Odyssey Part Three | 大话西游3       | Hồng Hài Nhi 红孩儿 (Hong Hai Er) |
| 2018 |                            | Crystal Sky of Yesterday     |                 |                                   |
| 2023 | Vô Danh                    | Hidden Blade                 |                 |                                   |
| 2023 | Trường không chi vương     | Born to Fly                  |                 |                                   |
| 2023 | My Youth and I             |                              |                 |                                   |
| 2023 | Nhiệt liệt                 | One and Only                 |                 |                                   |
| TBA  | Im lặng! Yêu đi            | Unexpected Love              | 闭嘴! 爱 吧     | Xương Lâm 昌林 (Chang Lin)        |
| TBA  | Lực Lượng Gìn Giữ Hòa Bình | Formed Police Unit           | 维和防暴队      | Dương Chấn (Yang Zhen)            |

### Phim ngắn
| Năm  | Tựa đề                        | Tựa đề            | Tựa đề        | Vai diễn                | Ghi chú                                                               |
| Năm  | Tiếng Việt                    | Tiếng Anh         | Tiếng Trung   | Vai diễn                | Ghi chú                                                               |
| 2018 | Nhiệt vũ nào! Thanh xuân      | Live for real     | 热舞吧！青春  | Lâm Tiến 林进 (Lin Jin) | Hợp tác với Địch Lệ Nhiệt Ba Phim quảng cáo nhãn hiệu điện thoại Oppo |
| 2019 | Lời tỏ tình của thời không    |                   |               | Tần Viễn (thời trẻ)     | Đêm hội trung thu đài Hồ Nam                                          |
| 2021 | Tôi và thời đại của tôi mùa 2 | My Legacy and I 2 | 我的时代和我2 |                         | Phim tài liệu                                                         |

### Phim truyền hình
| Năm phát hành | Năm sản xuất | Tựa đề                        | Tựa đề                 | Tựa đề         | Vai diễn                                                    | Ghi chú                  |
| Năm phát hành | Năm sản xuất | Tiếng Việt                    | Tiếng Anh              | Tiếng Trung    | Vai diễn                                                    | Ghi chú                  |
| 2017          | 2016         | Thanh đạm là mỹ vị nhân gian  | Love Actually          | 人间至味是清欢 | Trác Chí Vị 翟至味 (Zhai Zhiwei)                            | Nam thứ chính            |
| 2017          | 2016         | Thời thanh xuân tươi đẹp nhất | When We Were Young     | 青春最好时     | Lâm Giai Nhất 林佳一 (Lin Jiayi)                            | Khách mời                |
| 2019          | 2018         | Cùng em đến đỉnh cao thế giới | Gank Your Heart        | 陪你到世界之巅 | Quý Hướng Không 季向空 (Ji Xiangkong)                       | Nam chính                |
| 2019          | 2018         | Trần Tình Lệnh                | The Untamed            | 陈情令         | Lam Trạm (Lam Vong Cơ) 蓝湛 (藍忘機) Lan Zhan (Lan Wang Ji) | Nam chính                |
| 2020          | 2017         | Người Bạn Kỳ Quái Của Tôi     | My Strange Friend      | 我的奇怪朋友   | Úy Dật Thần 蔚逸晨 (Wei Yichen)                             | Nam chính                |
| TBA           | 2017         | Tư lập Thục sơn học viện      | Private Shushan Gakuen | 私立蜀山学园   | Đằng Tịnh 滕淨 (Teng Jing)                                  | Nam chính                |
| 2020          | 2019         | Hữu Phỉ                       | Legend of Fei          | 有匪           | Tạ Doãn 谢允 (Xie Yun)                                      | Nam chính                |
| 2021          | 2021         | Lý tưởng chiếu rọi Trung Quốc | Faith Makes Great      | 理想照耀中国   | Tưởng Tiến Vân 蒋先云（Jiang Xianyun）                      | Tập 28 “Lựa chọn” (抉择) |
| 2021          | 2020         | Phong khởi Lạc Dương          | Wind from Luoyang      | 风起洛阳       | Bách Lý Hoằng Nghị 百李黄毅 (Bai Lihuangyi)                 | Nam chính                |
| TBA           | 2020         | Băng Vũ Hỏa                   | Being a Hero           | 冰雨火         | Trần Vũ 陈雨 (Chen Yu)                                      | Nam chính                |

## Giải đua xe motor
Bên cạnh vai trò nghệ sỹ, Vương Nhất Bác còn được biết đến với tư cách là tay đua motor chuyên nghiệp từ năm 2019 với hợp đồng chính thức thuộc đội xe Vạn Lý Đạt YAMAHA MLT, số thi đấu TRACER-85, màu áo thi đấu xanh lá.
| Thời gian    | Giải đua                      | Địa điểm | Hạng mục                      | Thành tích                                                                                            |
| 03/5/2019    | China Goldenport Grand Prix   | Bắc Kinh | Tổ F                          | Practice: hạng 1                                                                                      |
| 09-11/8/2019 | Asia Road Racing Championship | Chu Hải  | Round 5 Nhóm D (Nhóm tân thủ) | Practice (09/8): hạng 2 (Best Lap: 1:58:469)                                                          |
| 09-11/8/2019 | Asia Road Racing Championship | Chu Hải  | Round 5 Nhóm D (Nhóm tân thủ) | Race 1 (10/8) Warnup: hạng 2 (Best Lap: 1:58:610) Chính thức: Quán quân Group D/ Hạng 3 toàn bảng ZIC |
| 09-11/8/2019 | Asia Road Racing Championship | Chu Hải  | Round 5 Nhóm D (Nhóm tân thủ) | Race 2 (11/8) Warnup: hạng 2 (Best Lap: 1:58:802) Chính thức: Quán quân Group D/ Hạng 2 toàn bảng ZIC |

## Giải thưởng và đề cử
| Năm           | Giải thưởng                                | Hạng mục                                             | Tác phẩm                      | Kết quả   |
| Cùng với UNIQ |                                            |                                                      |                               |           |
| 2014          | 2015 IQiyi Awards                          | Giải thưởng được mong đợi nhất                       | —                             | Đoạt giải |
| 2015          | Apollo Music Awards                        | Nhạc phim hay nhất                                   | Born to fight                 | Đoạt giải |
| 2015          | International K-Music Awards 2015          | Best Choreography                                    | EOEO                          | Đoạt giải |
| 2015          | Asia Billboard Awards                      | Giải thưởng nhóm nổi tiếng                           | —                             | Đoạt giải |
| 2015          | Tencent Beijing App Awards                 | Nhóm triển vọng nhất trong năm (Châu Á)              | —                             | Đoạt giải |
| 2015          | KU Music Asian Music Awards                | Nghệ sĩ mới xuất sắc nhất                            | —                             | Đoạt giải |
| 2015          | Giải Âm nhạc châu Âu của MTV               | Nghệ sĩ xuất sắc nhất Trung Quốc đại lục & Hồng Kông | —                             | Đề cử     |
| 2015          | Giải thưởng iQiyi 2016                     | Giải thưởng                                          | —                             | Đoạt giải |
| Cá nhân       |                                            |                                                      |                               |           |
| 2017          | 17th Top Chinese Music Annual Festival     | Thần tượng mới                                       | —                             | Đoạt giải |
| 2017          | 2017 Asian Influence Awards                | Nam diễn viên mới xuất sắc nhất                      | —                             | Đoạt giải |
| 2017          | 2017 IFeng Fashion Choice (2017年度票选)   | Nam diễn viên mới được yêu thích của cư dân mạng     | —                             | Đoạt giải |
| 2017          | Weibo TV Online Video Awards Ceremony      | Nghệ sỹ mới của năm                                  | —                             | Đoạt giải |
| 2017          | Sina Best Taste                            | Nghệ sỹ mới của năm                                  | —                             | Đoạt giải |
| 2018          | QQ Night Awards                            | Nam nghệ sỹ của năm                                  | —                             | Đoạt giải |
| 2019          | GQ 2019 Men of the Year                    | Nam diễn viên đột phá của năm                        | Trần Tình Lệnh                | Đoạt giải |
| 2020          | Giải thưởng truyền hình Kim Ưng Trung Quốc | Nam diễn viên được công chúng yêu thích nhất         | Cùng em đến đỉnh cao thế giới | Đoạt giải |

### Forbes China Celebrity 100
| Năm  | Hạng | Ref.   |
| ---- | ---- | ------ |
| 2019 | 71   | [ 11 ] |
| 2020 | 9    | [ 12 ] |
| 2021 | 2    | [ 15 ] |